# عبد الرحمن مرسلي
عبد الرحمن مرسلي (و. 1957  م) هو منافس ألعاب قوى جزائري، شارك في الألعاب الأولمبية الصيفية 1984، والألعاب الأولمبية الصيفية 1980.

## روابط خارجية
- عبد الرحمن مرسلي على موقع الاتحاد الدولي لألعاب القوى (الإنجليزية)
- عبد الرحمن مرسلي على موقع أوليمبيديا (الإنجليزية)